# Via Gemina
La Via Gemina era una strada romana che univa Aquileia ad Emona (la moderna Lubiana). Il significato del suo nome deriverebbe o dal fatto che partiva da Aquileia come la "strada Gemella" della Via Postumia, oppure dal fatto di essere stata costruita dopo il 14 a.C. dalla legio XIII Gemina, che a quel tempo si trovava nella città della Venetia et Histria.

## Descrizione
La strada, che contribuì ad una rapida romanizzazione dell'Istria, partiva da Aquileia e passava attraverso Tergeste (la moderna Trieste) per terminare poi ad Emona.
Si aggiunga che la strada, seguiva uno dei tratti della Via dell'Ambra, che poi proseguiva fino al Danubio presso Carnuntum' con il nome Via Electra durante il periodo Romano e Via Sucinaria a partire dal 1200.
La strada toccava le località di Ronchi, Medeazza, Sgonico, Monrupino, Basovizza, Postumia ed entrava a Lubiana dalla porta rivolta verso Ovest. Mentre la Via Electra passava per Gradisca e Gorizia, la Via Gemina passava per Postumia
Quando Massimino il Trace prese la decisione di marciare sull'Italia romana, riuscì ad occupare in breve tempo Emona, e, poco prima di mettere sotto assedio la città di Aquileia, riuscì a rimettere in sesto la via Gemina.